# Manikganj
Manikganj är ett distrikt i Bangladesh.   Det ligger i provinsen Dhaka, i den centrala delen av landet, 50 km väster om huvudstaden Dhaka. Antalet invånare är 1 392 867.
Trakten runt Manikganj består till största delen av jordbruksmark. Runt Manikganj är det mycket tätbefolkat, med 1 573 invånare per kvadratkilometer.